# Alberic Descantons de Montblanc
Albéric Marie Ghislain Descantons de Montblanc (Ingelmunster, 2 september 1834 - 3 oktober 1914) was een Belgisch volksvertegenwoordiger en senator.

## Levensloop
Alberic Descantons was een zoon van Charles Descantons de Montblanc, (1785-1861) en van Virginie Rocques de Montgaillard (1812-1889). Charles kreeg een Franse adelserkenning in 1841 en in België hetzelfde jaar de erfelijke titel van baron d'Ingelmunster.
Albéric, baron de Montblanc, die vrijgezel bleef, opteerde voor de Belgische nationaliteit. Hij was in Parijs gepromoveerd tot doctor in de rechten. Hij werd directeur in Ingelmunster van een tapijtenfabriek en van een fabriek van landbouwmateriaal.
In 1868 werd hij verkozen tot katholiek volksvertegenwoordiger voor het arrondissement Roeselare, een mandaat dat hij vervulde tot in 1892. Hij werd vervolgens verkozen tot senator voor hetzelfde arrondissement en bleef dit tot in 1900.